# Kurisakia onigurumii
Kurisakia onigurumii är en insektsart. Kurisakia onigurumii ingår i släktet Kurisakia och familjen långrörsbladlöss. Inga underarter finns listade i Catalogue of Life.